# CRH Central Europe Builders Merchants
CRH Swiss Distribution ist ein Grosshandelskonzern für Baustoffe mit Hauptsitz in Zürich und gehört zur irischen Baustoffgruppe CRH.

## Tätigkeit
Die Unternehmensgruppe ist in Österreich und der Schweiz tätig. Die Tochtergesellschaften Quester, Gétaz, Richner, BauBedarf, Miauton und Regusci Reco sind an 160 Standorten vertreten und bieten ein umfangreiches Angebot an Baumaterialien, Küchen, Haustechnik, Eisenwaren, Werkzeugen sowie Arbeitskleidung. 2010 erwirtschaftete CRH Central Europe Builders Merchants mit rund 2.100 Mitarbeitenden einen Umsatz von 1,6 Milliarden Schweizer Franken und verfügte über 120 Filialen in der Schweiz.